# 牧野竜一
牧野 竜一（まきの りゅういち、1964年1月2日 - ）は、日本のアニメーター、キャラクターデザイナー。AICを経て、TROYCA所属。愛知県蒲郡市出身。血液型はAB型。
ネット上では自らを「牧竜」と称し、自分のウェブサイト上のBBSで発言しており、携帯端末全般や、F1鑑賞が趣味。また、『SHUFFLE!』のアニメでは第19話に芙蓉楓の原画を描いている。代表的な作品としては、PC-9801時代から発表しており以下に作品を記載する。

## 作品リスト

### PC98
- 天使たちの午後 番外編III
- XIX［ギゼ!］
- 亜紀子
- デッド・オブ・ザ・ブレイン
- こうかん日記
- Night Walker -真夜中の探偵-

### PCエンジン
- フォーセットアムール（キャラクターデザイン〈原案除外〉、色設定、絵コンテ、作画監督、パッケージ）
- マージャン・ソード プリンセス・クエスト外伝（キャラクターデザイン、色設定、絵コンテ、作画監督、パッケージ）

### セガサターン
- バトルアスリーテス大運動会（キャラクターデザイン・作画監督・原画担当）

### プレイステーション
- 大運動会オルタナティブ
- 大運動会GTO

上記2つはセガサターン版からの移植+他で上記セガサターン版と同様に担当。

### Windows
- 「あかりと勝負」
- NTTゲーマーズドリーム

上記2タイトルは、キャラクターデザイン&原画を担当。

### アニメ
- 魔龍戦紀（原画）
- 太陽の船 ソルビアンカ（原画）
- 劇場版 ああっ女神さまっ（原画）
- 魔法遊戯 （モーション原画）
- アミテージ・ザ・サード（続編『ARMITAGE DUAL-MATRIX』の原画）
- おねがい☆ティーチャー（作画監督）
- ぷちぷり*ユーシィ（作画監督、原画、OP原画）
- LAST EXILE（原画）
- BPS バトルプログラマーシラセ（キャラクターデザイン、総作画監督、作画監督、原画、OP・ED原画）
- GIRLSブラボーシリーズ（キャラクターデザイン・総作画監督）
- ガン×ソード（作画監督）
- SHUFFLE!（作画監督、原画）
- 吉宗（原画、作監補佐）
- TOKKO 特公（原画）
- 東京魔人學園剣風帖 龖（作画監督、作監協力、総作監補、原画）
- 東京魔人學園剣風帖 龖 第弐幕（作画監督、原画）
- ご愁傷さま二ノ宮くん（原画）
- ああっ女神さまっ 闘う翼（OP原画）
- Mnemosyne-ムネモシュネの娘たち-（原画）
- To LOVEる -とらぶる-（原画）
- もえがく★5（原画）
- 喰霊 -零-（作画監督、原画）
- VIPER'S CREED（作監補佐、原画、OP原画）
- 異世界の聖機師物語（原画）
- シャングリ・ラ（原画）
- にゃんこい!（原画、OP原画）
- そらのおとしもの（智樹お宝☆コレクション原画）
- キディ・ガーランド（作画監督）
- ささめきこと（原画）
- 放浪息子（キャラクターデザイン・総作画監督・作画監督）
- 劇場版 そらのおとしもの 時計じかけの哀女神（原画）
- R-15（原画、OP原画）
- 境界線上のホライゾン（原画）
- マケン姫っ!（原画）
- アマガミSS+ plus（原画、ED原画）
- ストライクウィッチーズ 劇場版（作画監督協力）
- 間の楔 第2期（原画）
- 僕は友達が少ないNEXT（OP原画）
- 琴浦さん（原画、OP原画）
- 片翼のクロノスギア（キャラクターデザイン・総作画監督）
- 幻影ヲ駆ケル太陽（作画監督・原画）
- いなり、こんこん、恋いろは。（OP原画）
- プピポー!（作画監督・原画）
- クレヨンしんちゃん（原画）
- トリアージX（原画）
- 映画ドラえもん のび太の宇宙英雄記 （原画）
- クレヨンしんちゃん オラの引越し物語 サボテン大襲撃（原画）
- 櫻子さんの足下には死体が埋まっている（作画監督・原画）
- 映画 妖怪ウォッチ エンマ大王と5つの物語だニャン！（総作画監督）
- Re:CREATORS（キャラクターデザイン・作画監督・総作画監督）
- アイドリッシュセブン（作画監督・原画）
- やがて君になる（作画監督）
- ロード・エルメロイII世の事件簿 -魔眼蒐集列車 Grace note-（メインアニメーター・サブキャラクターデザイン・クリーチャーデザイン・作画監督）
- アイドリッシュセブン Second BEAT!（作画監督）
- アイドリッシュセブン Third BEAT!（作画監督）
- オーバーテイク!（作画監督）